# المستوطون المغاربة في الصحراء الغربية
المستوطنون المغاربة هم مواطنو المملكة المغربية من مختلف الأعراق الذين استقروا في الصحراء الغربية بعد المسيرة الخضراء عام 1975 في النزاع على الصحراء الغربية بين المغرب وجبهة البوليسارو. رعت الدولة المغربية مخططات توطين لتغري آلاف المغاربة للانتقال إلى الجزء الذي يحتله المغرب من الصحراء الغربية (80٪ من أراضي الصحراء الغربية). بحلول عام 2015 قدر أن المستوطنين المغاربة يشكلون ما لا يقل عن ثلثي سكان منطقة الصحراء الغربية البالغ عددهم 500 ألف نسمة.
بموجب القانون الدولي، يعتبر نقل المغرب لمدنييه إلى الأراضي المحتلة انتهاكًا مباشرًا للمادة 49 من اتفاقية جنيف الرابعة (راجع المستوطنين الإسرائيليين والأتراك).

## دعم الحكومة المغربية
تدعم المملكة المغربية العملية ماليا وإداريا، مع تقديم عدة حوافز لمن يختار الانتقال إلى الصحراء الغربية. على سبيل المثال يكسب الموضفون هناك ضعف زملائهم في المغرب.

## مخاوف جبهة البوليساريو
لا توافق جبهة البوليساريو على وجود المستوطنين بالصحراء الغربية. في محادثة سنة 2018 بين إبراهيم غالي والمبعوث الأمين العام لجبهة البوليساريو، هورست كوهلر المبعوث الشخصي للأمين العام للأمم المتحدة إلى الصحراء الغربية، أشار أن المستوطنات المغربية وسياسة الإستيطان التي يقوم بها المغرب مصدر قلق كبير. وأنها تؤدي إلى تغيير كبير في التركيبة الديمغرافية للمنطقة مما يشكل عقبة أمام الوصول إلى حل.